# 三闾庙历史文化街区
三闾庙历史文化街区是第一批江西省历史文化街区，位于江西省景德镇市西北，昌江西岸，人民公园对岸，昌江与西河交汇处，与镇上"里市渡"隔河相望，属于珠山区竟成镇三闾庙村，因古码头上纪念楚三闾大夫屈原所建的 忠洁侯庙（“三闾大夫庙”）而得名。
三闾庙历史文化街区包括保存完好的明街、清街和昌江古码头，分别为明、清两个朝代所建。其中明街长84.7米，宽4.5米；清街长231米，宽约3米。现存保存完好的明清民居建筑面积4824平方米。古码头用青石条垒成街口的拱形栅门由窑砖砌成，高4.5米，宽3米，石匾刻“三闾古栅”字样，刻于光绪三十四年六月。
2015年，三闾庙历史文化街区公布为第一批江西省历史文化街区。三闾庙历史文化街区的保护范围，西至昌江大道；东至三闾庙码头（昌江西岸）；南北以三闾庙清街为轴线两侧80—150米范围。占地面积约为2.34公顷。

## 文物保护单位
三闾庙明清古街建筑群已列为市级文物保护单位。
| 名称                 | 编号                 | 类型                       | 所在                         | 时代                 | 图片                 |
| 江西省文物保护单位   | 江西省文物保护单位   | 江西省文物保护单位         | 江西省文物保护单位           | 江西省文物保护单位   | 江西省文物保护单位   |
| 景德镇市文物保护单位 | 景德镇市文物保护单位 | 景德镇市文物保护单位       | 景德镇市文物保护单位         | 景德镇市文物保护单位 | 景德镇市文物保护单位 |
| -------------------- | -------------------- | -------------------------- | ---------------------------- | -------------------- | -------------------- |
| 三闾庙明清古街       |                      | 近现代重要史迹及代表性建筑 | 景德镇市珠山区竟成镇三闾庙村 |                      |                      |